# Пилот-сигнал
Пилот-сигнал (пилот-тон) — сигнал с априорно известными на приёмной стороне параметрами (например, определённой частоты).
Пилот-сигналы могут передаваться как вместе с информационным сигналом, так и в режиме временно́го, кодового, частотного разделения. Пилот-сигналы используются для синхронизации, оценки параметров канала распространения, адаптации параметров приёма, обработки сигналов телекоммуникационной системой.

## Применение
В ЧМ-радиовещании так называемый  пилот-тон на частоте 19 кГц является признаком передачи стереофонического сигнала. Выделенная в радиоприёмнике вторая гармоника частоты 19 кГц (38 кГц) используется как опорная частота для полного восстановления стереофонического сигнала.
Если пилот-сигнала на частоте 19 кГц нет, тогда приёмником будут игнорироваться сигналы в диапазоне 38-39 кГц. Вокруг пилот-сигнала делается защитная полоса (от 500 Гц до 4 кГц по обе стороны), для того, чтобы исключить помехи от основной и боковой полосы частот. Третья гармоника сигнальной полосы может использоваться для RDS.
В AM стерео ширина полосы пропускания слишком узка, чтобы вмещать поднесущие, поэтому пилот-сигнал выражается в модуляции самого сигнала и выглядит как инфразвуковой тон.
В цветном телевидении сигнал цветовой синхронизации, указывающий на цветовую поднесущую, может подаваться во время кадрового гасящего импульса или на задней площадке строчного гасящего импульса. Для более подробной информации, см. стандарты SECAM, NTSC, PAL.
В некоторых аналоговых видеоформатах пилот-сигнал вводится для того, чтобы исключить ошибки временной развёртки.
Иногда необходимо иметь несколько независимых пилот-частот. Большинство радиорелейных систем используют собственные пилот-сигналы, но передают также пилот-сигналы на частотах, принадлежащих несущей мультиплексной передачи.
Пилот-тон используется также для синхронизации движения плёнок в киносъёмочном аппарате и магнитофоне при синхронной киносъёмке. Электроприводы кинокамер, пригодных для такой съёмки, оснащались специальным разъемом, к которому подключался кабель, передающий сигнал в магнитофон, чаще всего, Nagra. Сигнал пилот-тона, записанный на специальной дорожке магнитофона, использовался для последующей синхронизации изображения и звука.